# 오큘러스
《오큘러스》(영어: Oculus)는 2013년 공개된 미국의 초자연 심리 공포 영화이다.

## 줄거리
어린 시절 충격적인 사고로 부모님을 잃은 남매. 이 일로 동생이 소년원에 수감된다. 그로부터 10년 후 동생이 출감하기를 기다린 누나는 어린 시절의 일이 부모님들이 새 집에 이사오면서 들여놓았던 거울의 짓이라 믿고 조사에 들어간다. 그 거울의 역대 주인들을 추적한 결과, 모두 비참한 죽음을 맞이했다는 사실을 알게 되고 그들이 모두 거울의 조종을 받은 희생자들이란 가설을 세운다.

## 출연
- 캐런 길런 - 케일리 러셀 역
  - 애널리스 배소 - 어린 케일리 러셀 역
- 브렌턴 스웨이츠 - 팀 러셀 역
  - 개릿 라이언 - 어린 팀 러셀 역
- 케이티 새코프 - 마리 러셀 역
- 로리 코크런 - 앨런 러셀 역
- 제임스 래퍼티 - 마이클 듀몬트 역
- 미겔 샌도벌 - 그레이엄 박사 역
- 케이트 시걸 - 매리솔 차베즈 역
- 저스틴 고든 - 마크 역
- 케이티 파커 - 전화 가게 직원 애니 역
- 밥 게버트 - 이웃 역
- 코트니 벨 - 경매인 역
- 스콧 그레이엄 - 워런 역
- 데이브 러빈 - 로버트 클랜시 역

## 수상
- 2014년 제32회 브뤼셀 국제 판타스틱 영화제 - 후보 국제 경쟁 (마이크 플래너건)
- 2014년 제47회 시제스 영화제 - 후보 오피셜 판타스틱 경쟁 (마이크 플래너건)
- 2015년 제22회 제라르메 국제 판타스틱 영화제 - 초청 비경쟁 부문 (마이크 플래너건)